# Saint-Clément, Corrèze
Saint-Clément este o comună în departamentul Corrèze din centrul Franței. În 2009 avea o populație de 1.250 de locuitori.

## Evoluția populației
| An        | 1975 | 1982 | 1990 | 1999  | 2006  | 2009  |
| --------- | ---- | ---- | ---- | ----- | ----- | ----- |
| Populație | 853  | 877  | 908  | 1.011 | 1.171 | 1.250 |